# Liste der Kulturdenkmäler in Betzdorf
In der Liste der Kulturdenkmäler in Betzdorf sind alle Kulturdenkmäler der rheinland-pfälzischen Stadt Betzdorf einschließlich des Ortsteils Dauersberg aufgelistet. Grundlage ist die Denkmalliste des Landes Rheinland-Pfalz (Stand: 4. Mai 2023).

## Denkmalzonen
| Bezeichnung                    | Lage              | Baujahr | Beschreibung                                        | Bild                           |
| ------------------------------ | ----------------- | ------- | --------------------------------------------------- | ------------------------------ |
| Denkmalzone Jüdischer Friedhof | Friedhofsweg Lage | ab 1921 | auf dem städtischen Friedhof; 13 Grabsteine ab 1921 | weitere Bilder Fotos hochladen |

## Einzeldenkmäler
| Bezeichnung                                                  | Lage                                   | Baujahr                     | Beschreibung | Bild                           |
| ------------------------------------------------------------ | -------------------------------------- | --------------------------- | --- | ------------------------------ |
| Wohnhäuser                                                   | Augustastraße 11, Moltkestraße 13 Lage | um 1910/20                  | malerisches Gebäudegruppe in Ecklage; Putzbauten, Obergeschosse und beherrschende Dachlandschaft verschiefert, Reformarchitektur, um 1910/20 | weitere Bilder Fotos hochladen |
| Wohn- und Geschäftshaus                                      | Bahnhofstraße 9 Lage                   | um 1920/30                  | Wohn- und Geschäftshaus, um 1920/30 (?) | Fotos hochladen                |
| Evangelische Kreuzkirche                                     | Bergstraße 24 Lage                     | 1894/95                     | neufrühgotische Bruchsteinhalle, 1894/95; zugehörig Baumbestand und bauzeitliche Einfriedung                                                 | weitere Bilder Fotos hochladen |
| Wohn- und Geschäftshaus                                      | Burgstraße 5/7 Lage                    | 16. Jahrhundert             | Fachwerkhaus, teilweise verputzt, 16. Jahrhundert                                                                                            | weitere Bilder Fotos hochladen |
| Wohn- und Geschäftshaus                                      | Decizer Straße 16 Lage                 | um 1920/30                  | Wohn- und Geschäftshaus; dreigeschossiger Mansarddachbau, um 1920/30; stadträumlich bedeutende Lage                                          | BW                             |
| Wohn- und Geschäftshaus                                      | Decizer Straße 17 Lage                 | 1901                        | Wohn- und Geschäftshaus; dreigeschossiger Klinkerbau mit Stuckgliederung, bezeichnet 1901                                                    | Fotos hochladen                |
| Villa Godesburg                                              | Freiherr-vom-Stein-Straße 7 Lage       | 1910er Jahre                | villenartiger Mansarddachbau, teilweise verschiefert, barockisierender Schweifgiebel, Anfang der 1910er Jahre                                | Fotos hochladen                |
| Friedhofshalle                                               | Friedhofsweg Lage                      | 1929                        | Friedhofshalle, expressionistische Formen, Amtsbaumeister Peter Reuter, 1929                                                                 | weitere Bilder Fotos hochladen |
| Polizeiinspektion                                            | Friedrichstraße 21 Lage                | 1922                        | ehemalige Krupp’sche Bergverwaltung; neuklassizistischer Walmdachbau, 1922                                                                   | Fotos hochladen                |
| Rathaus                                                      | Hellerstraße 2 Lage                    | 1900                        | Putzbau, Arkaden-Vorhalle, Neugotik und Neurenaissance, Eduard Endler, 1900                                                                  | Fotos hochladen                |
| Wohnhaus                                                     | Hellerstraße 33 Lage                   | 1861                        | spätklassizistischer Typenbau, bezeichnet 1861                                                                                               | Fotos hochladen                |
| Lokomotiv- und Wagenhallen                                   | Im Höfergarten Lage                    | nach 1861                   | Lokomotiv- und Wagenhallen des ehemaligen Eisenbahnausbesserungswerks Betzdorf; Backsteinbauten 1861–1955; bauliche Gesamtanlage             | Fotos hochladen                |
| Integrierte Gesamtschule Betzdorf-Kirchen Geschwister Scholl | Kirchener Straße 64 Lage               | 1906                        | ehemaliges Realgymnasium, 1906, erweitert 1928/29                                                                                            | Fotos hochladen                |
| Wohnhaus                                                     | Kirchstraße 15 Lage                    | ausgehendes 18. Jahrhundert | kleines schieferverkleidetes Fachwerkhaus, ausgehendes 18. Jahrhundert                                                                       | Fotos hochladen                |
| Katholische Pfarrkirche St. Ignatius                         | Kirchstraße 16 Lage                    | 1879–81                     | dreischiffige neugotische Bruchsteinbasilika, 1879–81, Architekt Vincenz Statz; neugotisches Missionskreuz, bezeichnet 1906                  | weitere Bilder Fotos hochladen |
| Wohn- und Geschäftshaus                                      | Klosterhof 2 Lage                      | um 1900                     | dreigeschossiger Gründerzeitbau, Eingang übereck, darüber Eckturm mit zwiebelartiger Haube, Jugendstileinfluss, um 1900                      | Fotos hochladen                |
| Kriegerdenkmal                                               | Rainstraße Lage                        | 1931                        | Kriegerdenkmal 1914/18, gestufte Anlage am Westhang des Bachtals, 1931, 1963 neugestaltet                                                    | Fotos hochladen                |
| Wohn- und Geschäftshaus                                      | Rainstraße 1 Lage                      | 1900                        | Wohn- und Geschäftshaus; dreigeschossiger Eckbau, Klinker- und Stuckfassade, bezeichnet 1900                                                 | weitere Bilder Fotos hochladen |
| Altes Feuerwehrhaus                                          | Rainstraße 26 Lage                     | 1926                        | ehemaliges Feuerwehrhaus; Stahlbetonbau, teilweise verschiefert, Walmdach, Steigerturm, 1926                                                 | weitere Bilder Fotos hochladen |
| Kriegerdenkmal                                               | Schützenstraße Lage                    | 1881                        | Kriegerdenkmal 1871, Findling in umfriedeter Anlage, bezeichnet 1881                                                                         | weitere Bilder Fotos hochladen |
| Wohn- und Geschäftshaus                                      | Schützenstraße 1 Lage                  | um 1870                     | spätklassizistischer Putzbau, um 1870 | Fotos hochladen                |
| Wohn- und Geschäftshaus                                      | Viktoriastraße 22 Lage                 | Anfang des 20. Jahrhunderts | Zeilenwohn- und Geschäftshaus, Anfang des 20. Jahrhunderts                                                                                   | Fotos hochladen                |
| Kriegerdenkmal                                               | östlich der Stadt im Wald Lage         | 1925                        | Kriegerdenkmal; Obelisk, bezeichnet 1925 | BW                             |
| Quereinhaus                                                  | Dauersberg, Grubenstraße 2/4 Lage      | 17. oder 18. Jahrhundert    | Fachwerk-Quereinhaus, verkleidet, wohl aus dem 17. oder 18. Jahrhundert                                                                      | BW                             |